# Paulo Sérgio Lacerda Beirão
Paulo Sérgio Lacerda Beirão (Belo Horizonte, 6 de dezembro de 1949) é um pesquisador brasileiro, membro titular da Academia Brasileira de Ciências na área de Ciências Biomédicas desde 1 de junho de 2004.
É professor da Universidade Federal de Minas Gerais diretor do Instituto de Estudos Avançados Transdisciplinares da mesma instituição. É presidente da Fundação de Amparo à Pesquisa do Estado de Minas Gerais.
Foi condecorado com a comenda da Ordem Nacional do Mérito Científico. Ocupa a cadeira número 34 da Academia Mineira da Letras.